# José Cobos Jiménez
José Cobos Jiménez (Montilla, provincia de Córdoba, 1921-Córdoba, 1990) fue un escritor español.

## Biografía
Desde joven Cobos Jiménez conjugó su vocación de escritor con la de bodeguero. En 1938 fundó y dirigió la revista local Realidad. Fue cronista oficial de Montilla (de 1950 a 1960), numerario de la Real Academia de Córdoba, comendador de la Orden del Sol y Cónsul ab honorem del Perú en Montilla, nombramientos concedidos por su labor de investigación y divulgación en torno a dos personajes que unen históricamente Montilla con Perú: San Francisco Solano y el Inca Garcilaso de la Vega.
Fue coautor de varios textos: con José Jaén de Breve resumen de la vida de San Francisco Solano (1949) y San Francisco Solano, patrono de Montilla y apóstol de Hispanoamérica (1949); con Joaquín Dicenta (hijo) del poema dramático La zarza sin espinas (1956); y con Ricardo Molina de El vino de la verdad (1952).
Cobos publicó, además, entre una veintena de títulos, Cinco moradas de Solano (1949), Recortes de prensa (1951), Estampa antigua de Montilla (1953), El escritor y su anécdota (1954), Montilla y Moriles en el corazón de Córdoba (1954), París bien vale un viaje (1956), Menos que nube (1957), Cinco montillanos olvidados (1957), Al correr del tiempo (1959), Corazón plural (1963), Rueda de la amistad y el recuerdo (1983) y Montilla, verde estrella (1983).
- Datos: Q5939010